# Singapur na Letnich Igrzyskach Olimpijskich 2004
Singapur na Letnich Igrzyskach Olimpijskich 2004 reprezentowało 16 zawodników: 6 mężczyzn i 10 kobiet.

## Skład kadry

### Badminton
Mężczyźni - gra pojedyncza
- Ronald Susilo - 5. miejsce

Kobiety - gra pojedyncza
- Li Li - 17. miejsce
- Jiang Yanmei - 17. miejsce

### Lekkoatletyka
Mężczyźni - bieg na 100 m
- Poh Seng Song - odpadł w eliminacjach

Kobiety - pchnięcie kulą
- Zhang Guirong - 24. miejsce

### Pływanie
Kobiety - 100 m stylem motylkowym
- Joscelin Yeo - 27. miejsce

Kobiety - 200 m stylem motylkowym
- Christel Bouvron - 32. miejsce

Kobiety - 200 m stylem zmiennym
- Joscelin Yeo - 19. miejsce

Mężczyźni - 100 m stylem dowolnym
- Mark Chay - 56. miejsce

Mężczyźni - 200 m stylem dowolnym
- Mark Chay  - 51. miejsce

Mężczyźni - 200 m stylem zmiennym
- Gary Tan - 43. miejsce

Mężczyźni - 100 m stylem klasycznym
- Nic Teo - 33. miejsce

Mężczyźni - 100 m stylem klasycznym
- Nic Teo - 30. miejsce

### Strzelectwo
Mężczyźni - trap
- Lee Wung Yew - 21. miejsce

### Tenis stołowy
Kobiety - gra pojedyncza
- Li Jiawei - 4. miejsce
- Zhang Xueling - 5. miejsce
- Jing Jun Hong - 17. miejsce

Kobiety - gra podwójna
- Li Jia Wei, Jing Jun Hong - 9. miejsce
- Sharon Tan, Zhang Xueling - 9. miejsce

### Żeglarstwo
Klasa Laser
- Stanley Tan - 37. miejsce